# Glandulocauda
Glandulocauda es un  género de peces de la familia Characidae en el orden de los Characiformes.

## Especies
Hay dos especies en este género:
- Glandulocauda caerulea Menezes & S. H. Weitzman, 2009
- Glandulocauda melanopleura (M. D. Ellis, 1911)